# Sokehs
Sokehs es un municipio situado en la principal isla del estado de Ponapé, en Estados Federados de Micronesia, y en el que se encuentra Palikir, la capital del país.

## Educación
El Departamento de Educación de Ponapé (en inglés: Pohnpei State Department of Education) es el encargado de las diferentes escuelas públicas del municipio, entre las que se encuentran:
- Lewetik Elementary School[1]
- Pakein Elementary School[1]
- Palikir Elementary School[1]
- RSP Elementary School[1]
- Sekere Elementary School[1]
- Sokehs Powe Elementary School[1]